# Tercera División de España 1979-80
La temporada 1979-80 de la Tercera División de España fue durante esta campaña la cuarta categoría de las Ligas de fútbol de España, por debajo de la Segunda División B y por encima de las Divisiones Regionales. Empezó el 2 de septiembre de 1979 y finalizó el 29 de junio de 1980 con la promoción de permanencia/ascenso.
Para la siguiente temporada hubo una profunda reestructuración de la categoría en la que se amplió el número de grupos que la conforman de 8 a 13 para comenzar a adaptarla a la nueva organización territorial de España, que se estaba iniciando en esa época.

## Sistema de competición
Compiten 160 clubes en Tercera división, repartidos en 8 grupos de 20 equipos. Por ampliación de la Tercera División a trece grupos para la temporada 1980/81, solo descienden a Regional los dos últimos clasificados del grupo
octavo, que no sufre cambios, promocionando para permanencia el último clasificado de cada uno de los ocho grupos actuales.

## Ascenso a Segunda División B
Los siguientes equipos obtuvieron el ascenso a Segunda División B:
| Grupo I - S.D. Compostela Grupo II - S.D. Gimnástica Arandina Grupo III - San Sebastián C.F. Grupo IV - F.C. Andorra | Grupo V - R.S.D. Alcalá Grupo VI - Cartagena F.C. Grupo VII - Mérida Industrial C.F. Grupo VIII - R.C.D. Mallorca |

## Promoción de permanencia/ascenso a Tercera División

### Equipos participantes
Los equipos clasificados para la promoción de permanencia/ascenso a Tercera División de la temporada 1979-80 fueron los siguientes:
Se indican en negrita los equipos que consiguieron la permanencia o el ascenso, según corresponda.
| Tercera División: - C.D. San Martín (20º del Grupo I) - R.S. Gimnástica de Torrelavega (20º del Grupo II) - S.D. Lemona (20º del Grupo III) - U.A. Horta (20º del Grupo IV) - Toscal C.F. (20º del Grupo V) - Paterna C.F. (20º del Grupo VI) - C.F. Industrial Melilla (20º del Grupo VII) | Divisiones Regionales: - C. Europa de Nava (división regional de la provincia de Oviedo) - S.D. Unión Club (división regional de la provincia de Santander) - S.D. Amorebieta (división regional de la provincia de Vizcaya) - U.D. Vich (división regional de la provincia de Barcelona) - C.D. I'Gara (división regional de la provincia de Santa Cruz de Tenerife) - Benidorm C.D. (división regional de la provincia de Alicante) - C. Gimnástico Cabrerizas (división regional de Melilla) |

### Equipos que lograron la permanencia o el ascenso
Los equipos que consiguieron la permanencia o el ascenso a Tercera fueron los siguientes:
Se indican en cursiva los equipos provenientes de las Divisiones Regionales.
| Grupo I - C. Europa de Nava - C.D. San Martín Grupo II - S.D. Unión Club Grupo III - S.D. Lemona | Grupo IV - U.A. Horta Grupo V - Toscal C.F. | Grupo VI - Paterna C.F. Grupo VII - C.F. Industrial Melilla |

El C.D. San Martín consiguió la permanencia gracias a la repesca que jugó contra el perdedor de la eliminatoria correspondiente al Grupo II.